# Nils Karlsson (calciatore)
Nils Karlsson (10 aprile 1897 – 17 agosto 1968) è stato un calciatore svedese, di ruolo centrocampista.

## Carriera
Con la sua Nazionale partecipò ai Giochi olimpici del 1920.